# Potenzialscanner
Der Potenzialscanner ist ein Analyseinstrument zur Identifizierung strategischer Wissens- und Fähigkeitspotenziale eines Unternehmens. Der Potenzialscanner definiert Wege zur Suche nach Potenzialen, die Alleinstellungsmerkmale von Unternehmen im Wettbewerb begründen.

## Entwicklung
Die Methodik des Potenzialscanners wurde im Rahmen des Projektes UNIKAT entwickelt. UNIKAT ist ein Verbundforschungsprojekt, das mit Mitteln des Bundesministeriums für Bildung und Forschung (BMBF) innerhalb des Rahmenkonzeptes „Forschung für die Produktion von morgen“ gefördert wurde und vom Projektträger Produktion und Fertigungstechnologien, Forschungszentrum, Karlsruhe, betreut wurde.

### Funktionsweise
Mit dem Potenzialscanner wird ein Unternehmen daraufhin durchleuchtet, wo Ansatzpunkte für Wettbewerbsvorteile liegen. Ereignisse in der Unternehmenshistorie werden ebenso wie Stakeholder-Erfahrungen daraufhin analysiert, wo Potenziale liegen, die die Einzigartigkeit des Unternehmens ausmachen.
Der Potenzialscanner besteht aus einer Reihe von Analysefiltern, die die Komplexität eines Unternehmens auf die Ereignisse und Einschätzungen reduzieren, die das ausgeprägteste Potenzial zur Entwicklung von Alleinstellungsmerkmalen ausweisen. Ereignisbasierte Filter sind z. B. „Der jüngste Erfolg“, „Unerwartete Erfolge“, „Strategische Durchbrüche“.
Analysefiltergruppen, die auf Einschätzungen von Stakeholdern aufsetzen, sind z. B. „Kundenbezogene Filter“, „Mitarbeiterbezogene Filter“, „Lieferantenbezogene Filter“, „Wettbewerbsbezogene Filter“.
Fragen- und Analysetechniken nehmen den ressourcenorientierten Charakter von z. B. systemischer Beratung und NLP (Neuro-Linguistisches Programmieren) auf und arbeiten die unternehmensspezifischen Potenziale heraus, die für Positiv-Ereignisse und -Einschätzungen verantwortlich zeichnen.
Die Suche konzentriert sich vor allem auf Potenziale, die in Wissen, Fähigkeiten und Beziehungen liegen.

### Philosophie
Der Potenzialscanner-Einsatz folgt der Philosophie „Stärken stärken“. Nicht die Schwächen eines Unternehmens werden ermittelt und behoben, sondern Stärken, die nur vereinzelt und zufällig auftreten, stehen im Mittelpunkt des Interesses. Sie werden daraufhin analysiert, wie sie  reproduziert und konsequent in Produkte, Prozesse und Beziehungen des Unternehmens integriert werden können.

### Einordnung
Die Potenzialscanner-Anwendung dient der Ermittlung strategischer Potenziale; wissenschaftlich lässt sich das Vorgehen der Corporate Strategy-Forschung (Strategisches Management) zurechnen.  Je nach Ausgangspunkt der Strategieentwicklung gibt es den marktorientierten Ansatz (Market-based View) und den ressourcenorientierten Ansatz (Resource-based View). Im ersten Fall liegt der Fokus auf den Chancen und Risiken, die in unterschiedlichen Märkten liegen. Beim ressourcenorientierten Ansatz liegt der Schwerpunkt auf strategischen Optionen, die sich basierend auf unternehmensinternen Kompetenzen entwickeln lassen (z. B. Kernkompetenz-Ansatz). Der Potenzialscanner ist ein Analyseinstrument für den ressourcenorientierten Ansatz der Strategieentwicklung. Im Unterschied zum Kernkompetenz-Ansatz, der auf die Nutzung fertig ausgebildeter Kompetenzen abzielt, werden mit dem Potenzialscanner Fähigkeiten und Wissen ermittelt, die noch nicht systematisch erschlossen und genutzt werden.

## Kritik
Der Potenzialscanner wird in der Literatur als einfach zu handhabendes und überzeugendes Analysemodell beschrieben. Danach stellt die Mehrebenenevaluation einen sinnvollen Zugang zur Identifikation strategischer Potenziale dar. Kritisch wird vermerkt, dass im Einzelfall ein relativ großer Interpretationsspielraum beim Forscher verbleibt.